# Pachychilon
A Pachychilon a sugarasúszójú halak (Actinopterygii) osztályának pontyalakúak (Cypriniformes) rendjébe, ezen belül a pontyfélék (Cyprinidae) családjába tartozó nem.

## Rendszerezés
A nembe az alábbi 2 faj tartozik:
- macedóniai koncér (Pachychilon macedonicum) (Steindachner, 1892)
- albán koncér (Pachychilon pictum) (Heckel & Kner, 1858)